# ندى عباس
ندى عباس (من مواليد 21 مارس 2000، الجيزة) لاعبة إسكواش مصرية محترفة. تحتل المرتبة 35 في التصنيف العالمي اعتباراً من أبريل 2019، وكان أعلى تصنيف لها في فبراير 2019 عندما حلت في المرتبة 33.

## روابط خارجية
- ندى عباس على موقع الاتحاد الدولي لمحترفي الاسكواش (مؤرشف) (الإنجليزية)
- ندى عباس على موقع SquashInfo.com (الإنجليزية)